# Monte Aguila
Monte Aguila ist ein Ortsteil der Gemeinde Cabrero der Región del Bío-Bío in Chile. Monte Aguila war der Endpunkt der aufgegebenen Eisenbahnstrecke Monte Águila – Polcura. Monte Aguila hat 6.574 Einwohner.

## Toponymie
Der Name Monte Aguila wird in die deutsche Sprache als Berg der Adler übersetzt. Nach Berichten der indigenen Völker, die in der ersten Hälfte des 20. Jahrhunderts dort lebten, kommt der Name Monte Águila aus dem lonco Ñancomawida, dessen Name in mapudungún, der Sprache der Mapuche, Berg der Adler bedeutete.

## Geschichte

### Bis zum 19. Jahrhundert
Die Gegend um das heutige Monte Aguila wurde zunächst von den Ethnien der Mapuches und Araukanos besiedelt. Die ersten Bewohner waren Mapuches, die in dieser ariden und kaum besiedelten Gegend mit nur wenig Vegetation lebten. Die Ethnie war als Coyunches („Menschen der Sands“, „Gente de los Arenales“) bekannt. 
Im Jahre 1852 wurden diese indigenen Bewohner gezwungen, ihr Land zu verlassen. Gesetzliche Grundlage war ein Erlass des damaligen Präsidenten Manuel Bulnes Prieto. In dessen Amtszeit von 1841 bis 1851 förderte er die ausländische Kolonisation der Ländereien der Mapuches durch Ansiedlung von deutschen, italienischen und französischen Siedlern auf indianischem Land. Es gab in der Folge mehrere Mapuches-Aufstände, die das Ziel hatten, ihre Territorien zurückzugewinnen. 

### 20./21. Jahrhundert
Nach dem Salpeterkrieg (1880) diente die Ortschaft zum Transfer und Versand von Rüstungsgütern. Auch Rekruten wurden in Waggons zu ihren Bestimmungsorten transportiert. Bereits im Jahre 1887 entstand zwischen dem Monte Águila und der argentinischen Stadt Neuquén eine Bahnstrecke, die zu einem großen wirtschaftlichen und sozialen Aufschwung der Stadt beitrug. Ein wichtiger Meilenstein in der Konsolidierung von Monte Águila als Stadt war der Bau des Ramal, der die Stadt mit der argentinischen Stadt Polcura verband. Die 1905 begonnene Transandenbahn, die Chile und Argentinien verbindet und die von dem Chilenen Porfirio Ahumada und seinen Partnern, den Argentiniern Carlos Viel, Martin Worman und Horacio del Río, finanziert wurde, trug ebenfalls zum wirtschaftlichen Aufschwung der Stadt bei.

## Persönlichkeiten
- Luis Chavarría (* 1970), Fußballspieler

## Galerie

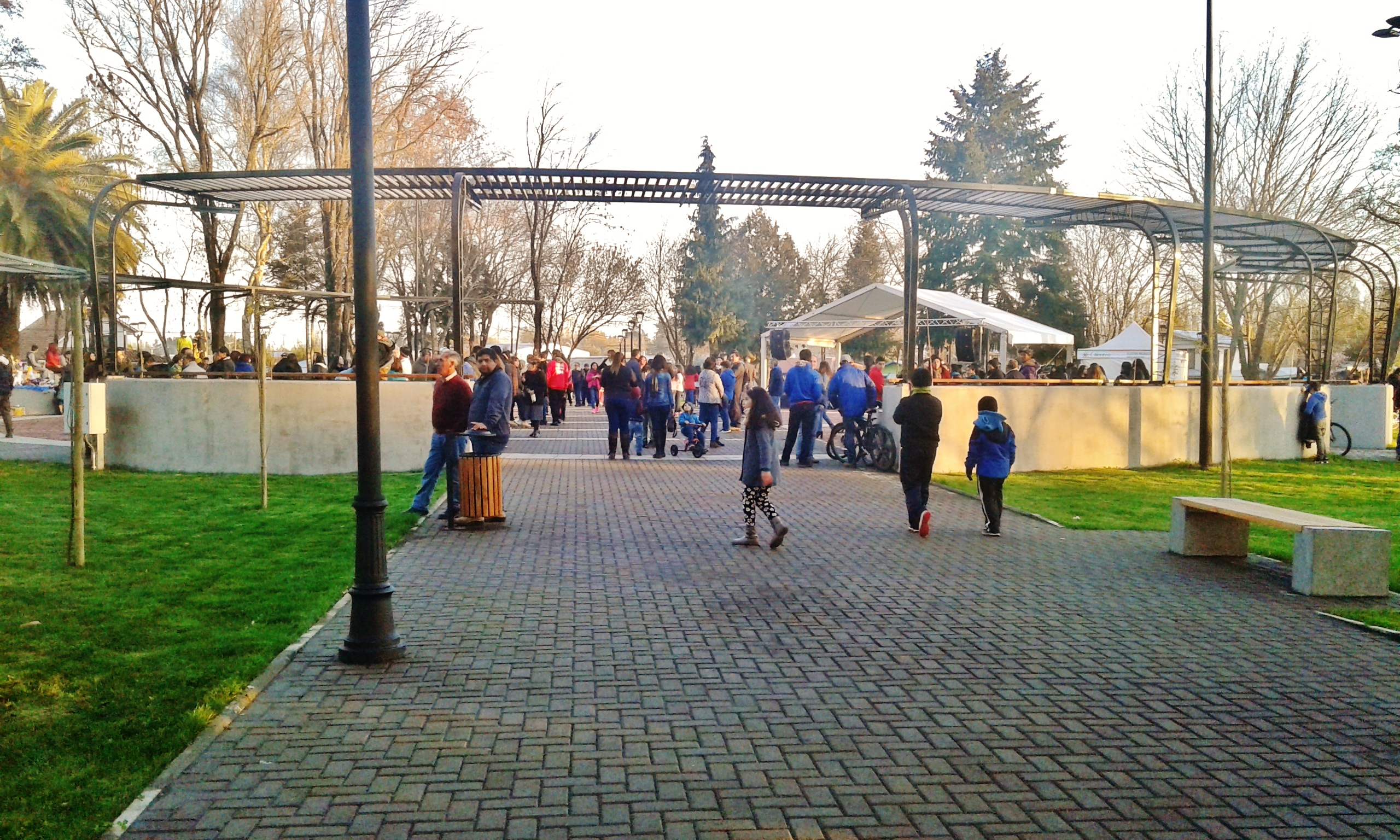
Eingang zum Hauptplatz.
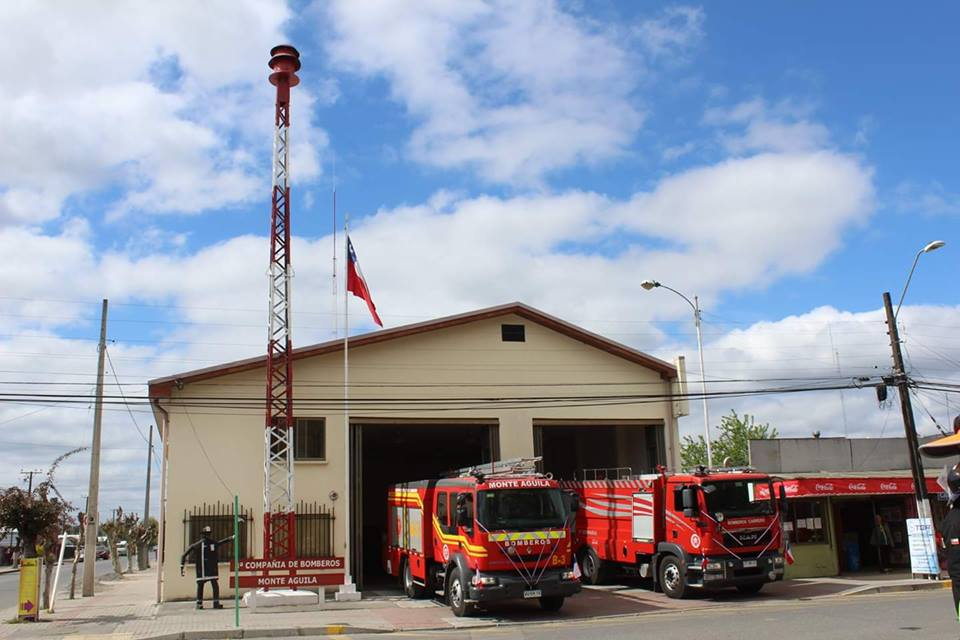
Feuerwehr.
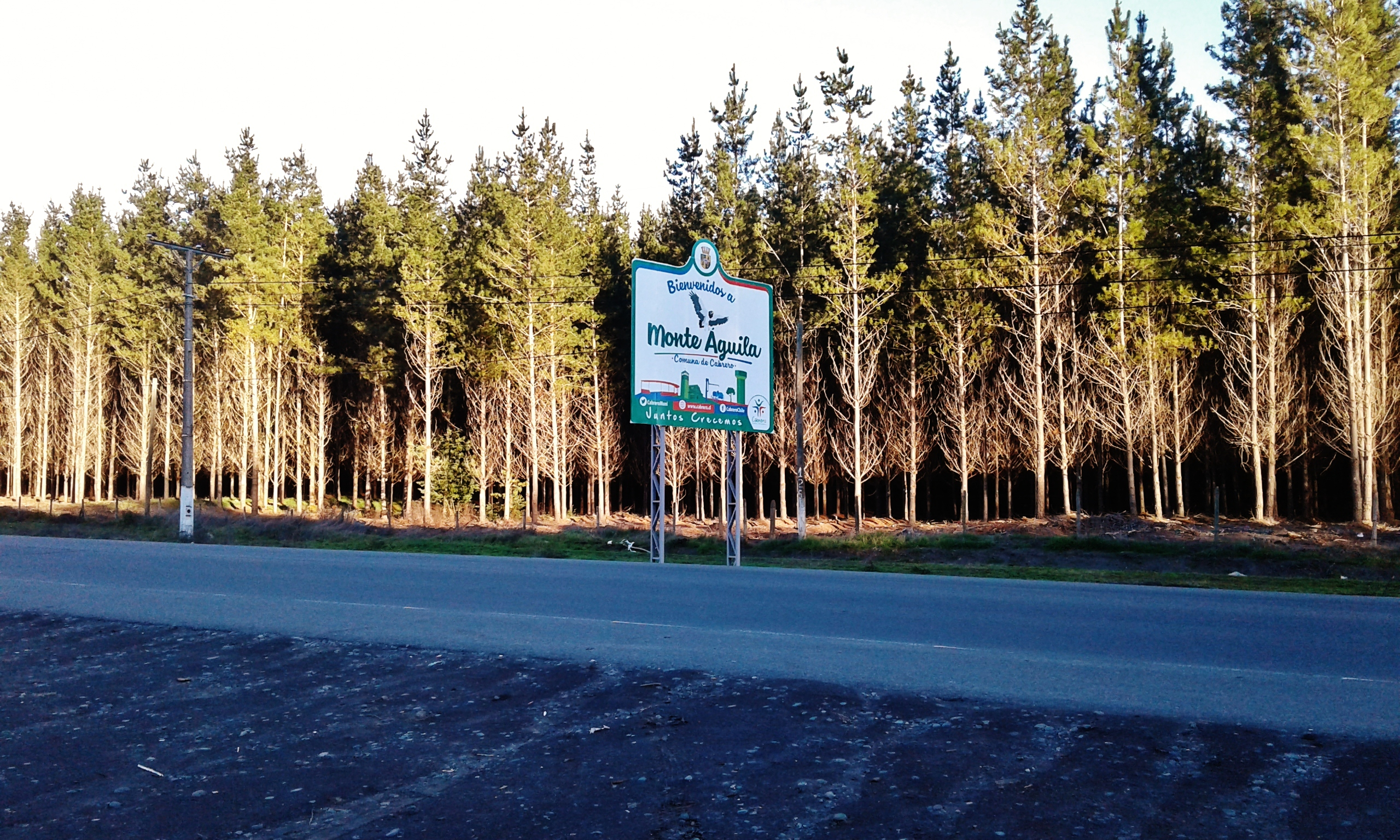
Stadteingang von Yumbel.
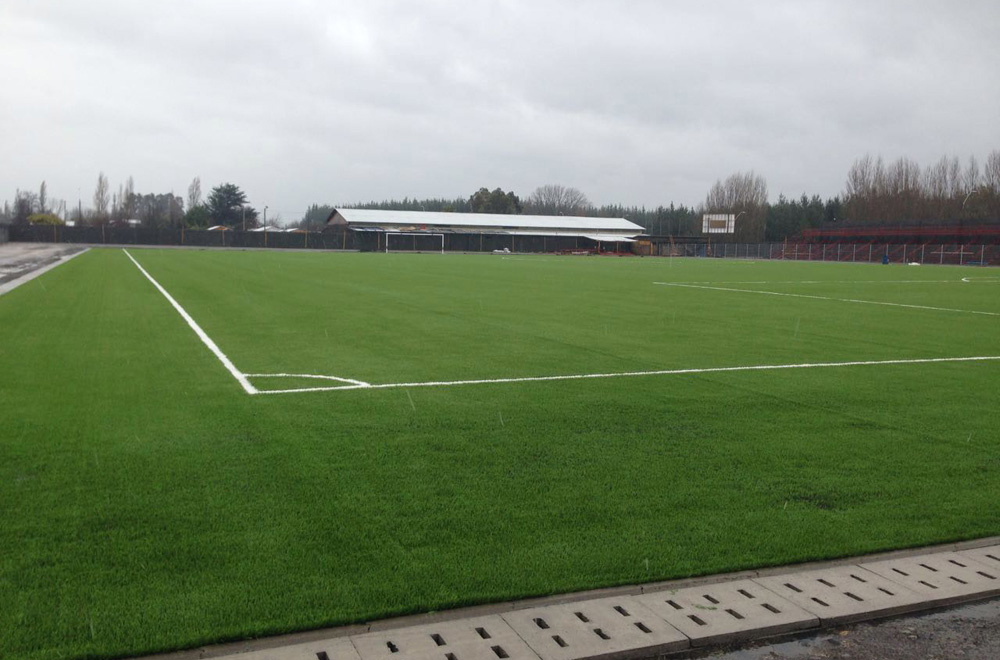
Monte Águila Fußballstadion.
Parade der „chilenischen Ureinwohner“.
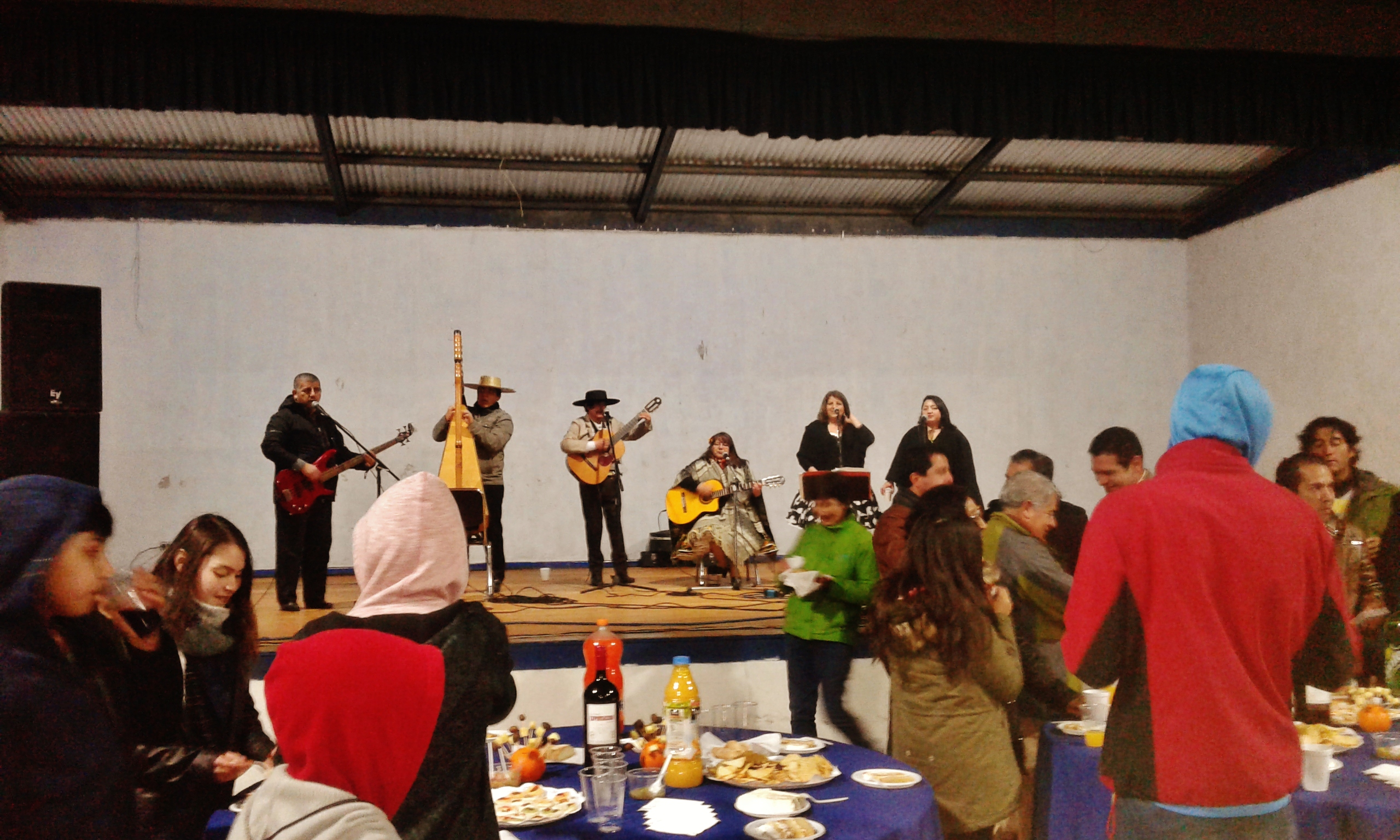
Fitnessstudio.
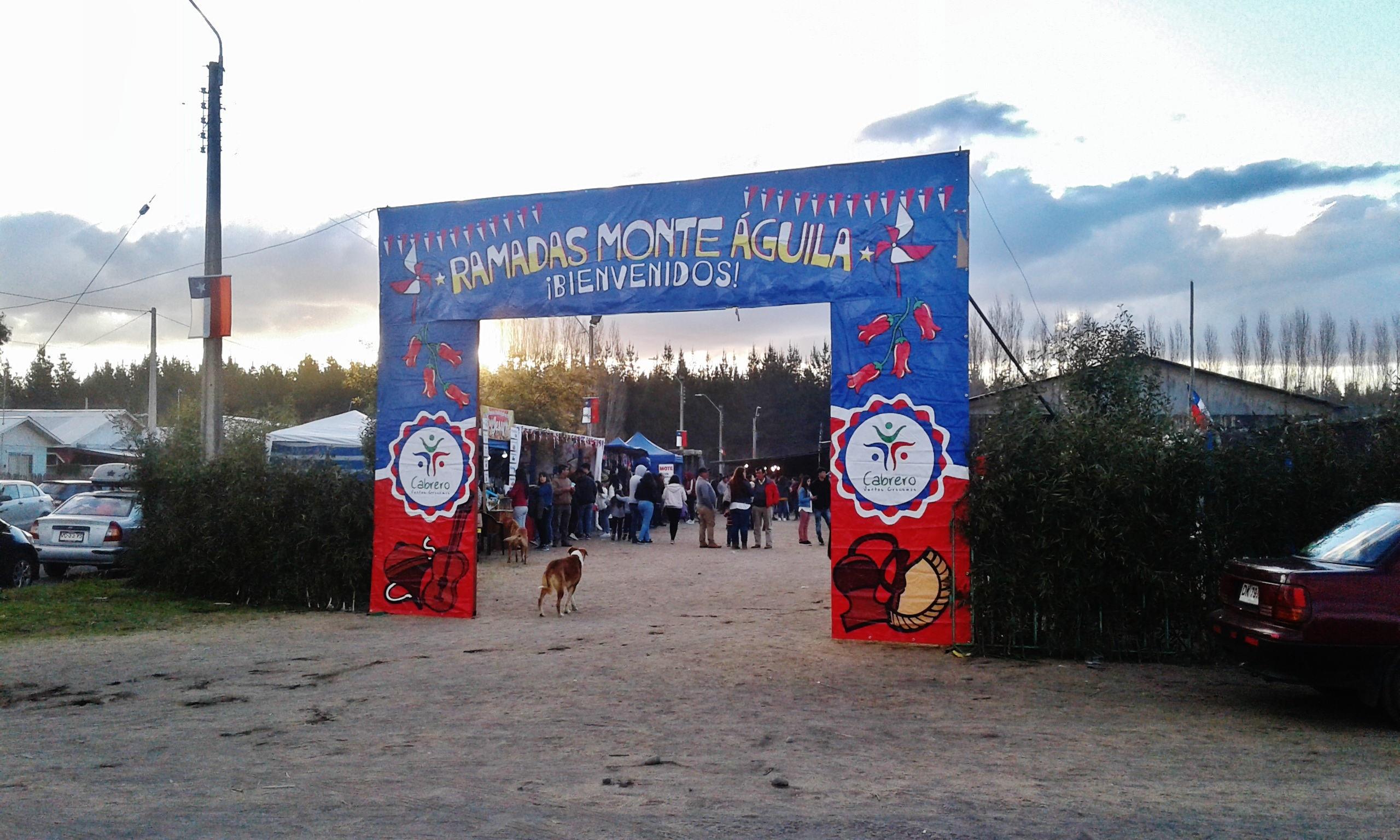
Sportkomplex von Monte Águila im September.
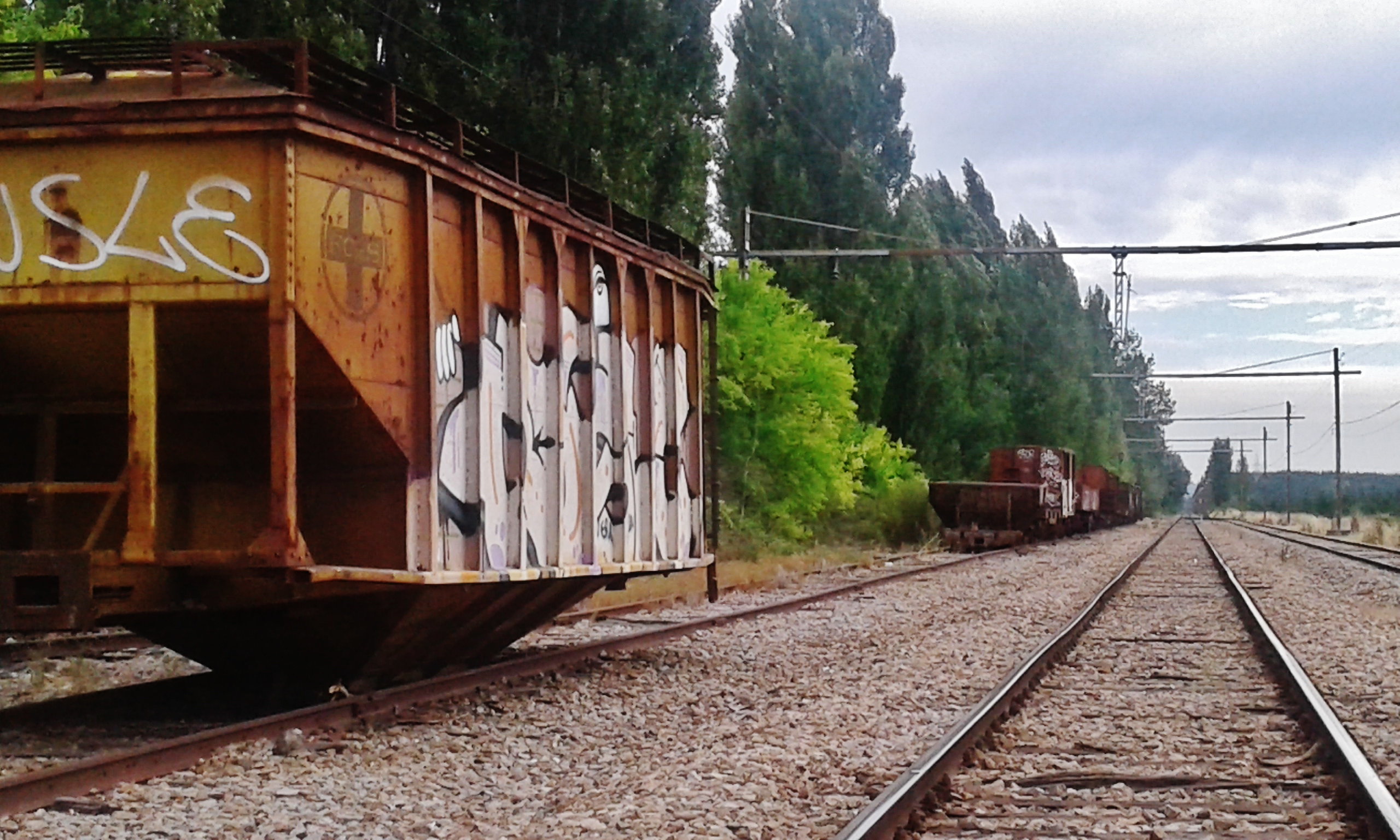
Nicht genutzte Eisenbahnmaschinen im Bahnhof der Stadt.